# Mortal Kombat

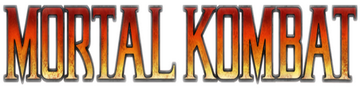
Logo del primo gioco della serie

Mortal Kombat è una serie di videogiochi picchiaduro a incontri creata nel 1992 da Ed Boon e John Tobias per Midway Games che ha creato diversi seguiti per le console, computer e arcade. In seguito al fallimento dal 2011 i videogiochi sono sviluppati dalla NetherRealm Studios di Boon, poi il marchio viene acquisito dalla Warner Bros., unione che ha dato una spinta anche per portare ufficialmente i vari personaggi dell'universo cinematografico nella serie tramite i DLC, oltre che a un titolo con protagonisti i personaggi della DC Comics.
Uno dei punti salienti della saga di Mortal Kombat è la brutalità, con forti scene splatter e cruente, che, fin dagli esordi, ha portato problemi con la censura. Con Mortal Kombat 4 la serie è passata alla grafica tridimensionale: i personaggi non erano più immagini digitalizzate di attori in costume, ma modelli poligonali animati tramite motion capture. Mortal Kombat: Deadly Alliance è stato il primo a non essere pubblicato per le sale giochi, ma solo per il mercato casalingo. Mortal Kombat: Deception ha introdotto nuove modalità, una simile al gioco Tetris, una di avventura e una di scacchi. In Mortal Kombat: Armageddon sono presenti la modalità konquista con protagonista Taven e la modalità di corse con i go-kart, cioè Motor Kombat. Con Mortal Kombat del 2011, contemporaneamente con il passaggio da Midway Games a Netherrealm Studios e l'assorbimento totale dei diritti da parte della Warner Bros., avviene il reboot della sagaː essa, pur mantenendo ambientazioni e personaggi poligonali, permette ai personaggi di muoversi solo in due dimensioni. Mortal Kombat X introduce i tre stili di combattimento per ogni personaggio e raffina il gameplay; infine, con Mortal Kombat 1, avviene un nuovo soft-reboot.
Dalla serie sono stati tratti diversi media tra cui tre lungometraggi in live action, quattro a cartoni animati, tre serie televisive (una animata, le altre due in live action), vari fumetti e anche un gioco di carte.

Schermata del primo Mortal Kombat

## Capitoli
| Anno | Titolo                         | Note                    | Note       |
| ---- | ------------------------------ | ----------------------- | ---------- |
| 1992 | Mortal Kombat                  | Prima linea temporale   | Stile 2D   |
| 1993 | Mortal Kombat II               | Prima linea temporale   | Stile 2D   |
| 1995 | Mortal Kombat 3                | Prima linea temporale   | Stile 2D   |
| 1997 | Mortal Kombat 4                | Prima linea temporale   | Stile 3D   |
| 2002 | Mortal Kombat: Deadly Alliance | Prima linea temporale   | Stile 3D   |
| 2004 | Mortal Kombat: Deception       | Prima linea temporale   | Stile 3D   |
| 2006 | Mortal Kombat: Armageddon      | Prima linea temporale   | Stile 3D   |
| 2008 | Mortal Kombat vs DC Universe   | crossover, retcon       | Stile 3D   |
| 2011 | Mortal Kombat                  | Seconda linea temporale | Stile 2.5D |
| 2015 | Mortal Kombat X                | Seconda linea temporale | Stile 2.5D |
| 2019 | Mortal Kombat 11               | Seconda linea temporale | Stile 2.5D |
| 2023 | Mortal Kombat 1                | Terza linea temporale   | Stile 2.5D |

### Altre versioni
- Ultimate Mortal Kombat 3
- Mortal Kombat Trilogy
- Mortal Kombat Gold
- Mortal Kombat: Tournament Edition
- Mortal Kombat Advance
- Mortal Kombat: Unchained

### Avventura
- Mortal Kombat Mythologies: Sub-Zero
- Mortal Kombat: Special Forces
- Mortal Kombat: Shaolin Monks

### Dispositivi mobili
Android, iOS:
- Mortal Kombat Mobile
- Mortal Kombat: Onslaught

### Giochi crossover
| Anno | Gioco                                       | Tipo di contenuto | Personaggio ospite |
| ---- | ------------------------------------------- | ----------------- | --- |
| 2005 | Unreal Championship 2: The Liandri Conflict | Nativo            | Raiden |
| 2008 | Mortal Kombat vs DC Universe                | Nativo Canonico   | Batman; Captain Marvel (Shazam); Catwoman; Darkseid; Deathstroke; Green Lantern Lex Luthor; Superman; The Flash; The Joker; Wonder Woman |
| 2011 | Mortal Kombat                               | Nativo            | Kratos (esclusivo per le versioni PlayStation 3 e PlayStation Vita)                                                                      |
| 2011 | Mortal Kombat                               | DLC               | Freddy Krueger |
| 2013 | Injustice: Gods Among Us                    | DLC               | Scorpion |
| 2015 | WWE Immortals                               | Nativo            | Johnny Cage |
| 2015 | Mortal Kombat X                             | DLC               | Alien; Jason Voorhees; Leatherface; Predator                                                                                             |
| 2017 | Injustice 2                                 | DLC               | Raiden; Sub-Zero |
| 2019 | Mortal Kombat 11                            | DLC               | John Rambo; Joker; RoboCop; Spawn; Terminator T-800                                                                                      |
| 2023 | Mortal Kombat 1                             | DLC               | Conan il Barbaro; Ghostface; Omni Man; Patriota; Peacemaker; Terminator T-1000                                                           |

- Batman: Arkham City Lockdown - Kano è un nemico da affrontare in una missione.

### Antologie
- Midway Arcade Treasures 2
- Midway Arcade Treasures: Extended Play
- Midway Arcade Treasures: Deluxe Edition
- Mortal Kombat: Arcade Kollection
- Mortal Kombat: Legacy Kollection (attualmente non pubblicato)[3]

## Trama

### Premessa
La serie si svolge in un universo fittizio composto da numerosi mondi detti "regni" o "reami", che sono stati creati dagli Dei Anziani, un antico ed etereo pantheon di esseri onnipotenti ed eterni. Tra questi, i principali sono: Earthrealm (Regno della Terra); Netherrealm (Regno Occulto, ovvero, l'Inferno); Outworld (Regno Esterno, un regno di continue lotte); Seido, o il Reame dell'Ordine, cui si oppone il Reame del Caos; Edenia (un Utopia i cui abitanti vivono migliaia di anni). Quando il Re Dragone del Regno Esterno, Onaga, fu tradito e assassinato dal suo lugotenente Shao Kahn, spaventati dalle sue mire espansionistiche, gli Dei Anziani decretarono che un regno potesse conquistarne un altro solo sconfiggendone i più grandi guerrieri in dieci tornei consecutivi di arti marziali, chiamati Mortal Kombat. Il primo reame a cadere fu Edenia e, alla morte del campione della Terra, il Grande Kung Lao, per mano di Goro, principe della razza shokan e servo dello stregone Shang Tsung, a sua volta, tirapiedi di Shao Kahn, ogni speranza sembra perduta anche per il suo mondo. I dodici giochi della serie seguono un'unica storia che si dipana in ben tre linee temporali.

### Prima linea temporale
Il primo gioco della serie si svolge sulla Terra, dove sette guerrieri, con le loro diverse ragioni per partecipare, si uniscono al torneo con in palio la libertà del loro regno sotto la minaccia di un'acquisizione da parte di Outworld. Tra i guerrieri affermati, sotto la guida del Dio del tuono Raiden, ci sono gli shaolin Liu Kang, l'artista marziale di Hollywood Johnny Cage e la militare Sonya Blade, mentre dalla parte Shang Tsung vi sono i ninja Sub-Zero e Scorpion (un vivente e un fantasma, in realtà, acerrimi nemici, in quanto il primo uccise il secondo, che è ritornato per vendicarsi) e il criminale Kano. Con l'aiuto di Raiden, Liu Kang diviene il nuovo campione di Mortal Kombat, mentre Scorpion uccide Sub-Zero. In Mortal Kombat II, Shao Kahn attira i guerrieri della Terra nel Regno Esterno per un nuovo torneo, dove Liu Kang, con l'aiuto dell'amico shaolin Kung Lao (discendente e reincarnazione del Grande Kung Lao) e della principessa Kitana, figlia adottiva del Kahn, di cui si è innamorato, ricambiato, alla fine sconfigge Shao Kahn. In Mortal Kombat 3, Shao Kahn riporta in vita la sua ex regina Sindel; originariamente regina di Edenia, questa era stata costretta a sposare Shao Kahn, che aveva adottato sua figlia Kitana, ma, prima di suicidarsi, aveva posto dei sigilli sul portale per la Terra, per evitare che il Kahn sottomettesse anche quel reame; ipnotizzata, Sindel rompe i sigilli, facendo sì che Terra e Regno Esterno si uniscano, ma Shao Kahn viene sconfitto ancora una volta da Liu Kang. Dopo la sconfitta del Kahn, Edenia viene liberata dalla sua morsa e torna a essere un regno pacifico, governato da Sindel e Kitana. Il gioco successivo, Mortal Kombat 4, vede il dio anziano decaduto Shinnok tentare di conquistare i reami e uccidere Raiden, il quale, centinaia di anni prima, l'aveva confinato nel Regno Occulto; il suo principale aiutante è lo stregone Quan Chi, il quale, in realtà, è pronto a tradirlo. Dopo aver sconfitto il dio decaduto, Liu Kang dice addio all'amata Kitana: entrambi devono difendere i rispettivi regni.
In Mortal Kombat: Deadly Alliance, Quan Chi e Shang Tsung si alleano per conquistare i regni, uccidendo nel frattempo Liu Kang. In Mortal Kombat: Deception, dopo diversi combattimenti, gli stregoni escono vittoriosi, avendo ucciso la maggior parte dei guerrieri di Earthrealm, e rimane solo Raiden a opporsi. Tuttavia, Onaga fa il suo ritorno per riprendere il comando del suo esercito e fondere nuovamente tutti i reami; Raiden, Quan Chi e Shang Tsung uniscono le forze per sconfiggere la nuova minaccia, rimanendo tutti e tre uccisi nel tentativo; solo Raiden riesce a sopravvivere, rinascendo come dio malvagio e senza più morale, che non si fa scrupolo nemmeno a resuscitare Liu Kang come zombie. Alla fine, Onaga è sconfitto dal protagonista del gioco, Shujinko, lo stesso che, inavvertitamente, l'aveva riportato in vita. In Mortal Kombat: Armageddon, inizia la catastrofe del titolo: tutti i guerrieri dei precedenti titoli si affrontano nella battaglia finale. Secoli prima del primo Mortal Kombat, la dea protrettrice di Edenia Delia aveva predetto che i reami sarebbero stati distrutti perché il potere di tutti i guerrieri dei reami sarebbe arrivato a travolgere i reami, innescando una catena distruttiva di eventi. Il dio Argus fece mettere in incubazione i suoi figli, Taven e Daegon, in modo che un giorno potessero essere risvegliati per salvare i reami dall'Armageddon, sconfiggendo un dio del fuoco noto come Blaze.

### Seconda linea temporale
Nel soft-reboot di Mortal Kombat del 2011, la battaglia di Armageddon è culminata con due soli sopravvissuti: Shao Kahn e Raiden. Sull'orlo della morte per mano del primo, il secondo invia delle visioni al sé stesso del passato nel tentativo estremo di evitare questo esito. La storia ritorna al gioco originale, con il Raiden del passato che tenta di cambiare il corso degli eventi. I suoi tentativi di alterare la storia fanno sì che gli eventi si svolgano in modo diverso rispetto alla serie originale, con vistose differenze: Kung Lao muore durante il secondo torneo, è Quan Chi, non Shang Tsung, il quale viene ucciso per il suo fallimento, ad assistere Shao Kahn nella conquista della Terra e molti degli alleati di Raiden vengono uccisi per mano di Sindel e trasformati da Quan Chi in revenant, non morti in cui è amplificata la rabbia e il desiderio di vendetta. Sebbene riesca a impedire la vittoria di Shao Kahn con l'aiuto degli Dei Anziani, uccide accidentalmente Liu Kang per autodifesa, lasciando la Terra vulnerabile alle macchinazioni di Shinnok e Quan Chi. 
Mortal Kombat X vede Shinnok e Quan Chi mettere in atto il loro piano, guidando un esercito di revenant, capeggiato da Liu Kang, Kung Lao e Kitana, di coloro che sono stati uccisi nell'invasione di Shao Kahn. Una squadra di guerrieri guidata da Raiden, Johnny Cage, Kenshi Takahashi e Sonya Blade si oppone a loro e, nella battaglia che segue, Shinnok viene imprigionato nel suo amuleto e diversi guerrieri, tra cui Scorpion e Sub-Zero, vengono resuscitati e liberati dal suo controllo, anche se Quan Chi riesce a fuggire. Venticinque anni dopo, lo stregone riemerge insieme all'insettoide D'Vorah per facilitare il ritorno di Shinnok. Scorpion, desideroso di vendetta, decapita Quan Chi, ma non riesce a impedirgli di liberare Shinnok. Per combatterlo, Cassie Cage, figlia di Johnny Cage e Sonya Blade, guida una squadra composta dalla nuova generazione di eroi della Terra per sconfiggerlo. Con Shinnok e Quan Chi sconfitti, i revenant di Liu Kang e Kitana assumono il controllo dell'aldilà, mentre Raiden, di nuovo corrotto dal suo potere, si serve dell'amuleto di Shinnok.
In Mortal Kombat 11 e la sua espansione, Aftermath, la titana Kronika, padrona del tempo e madre di Shinnok, cerca di alterare la linea temporale in modo da salvare il figlio ed elimina Raiden dal presente. In questo modo, porta nel presente le versioni passate di Raiden, Liu Kang, Kung Lao, Kitana e altri eroi e antagonisti, alleandosi, intanto con i revenant presenti di Liu Kang e Kitana. Dopo aver quasi ucciso Liu Kang una seconda volta, Raiden scopre che Kronika li ha manipolati per farli combattere in più linee temporali, poiché teme il loro potere combinato. Alla fine, dopo aver affrontato il suo revenant, Raiden dona a Liu Kang il suo potere, trasformandolo in un dio del fuoco e del tuono per poter sconfiggere Kronika e creare una Nuova Era. Nell'espansione Aftermath si scopre che Liu Kang ha inavvertitamente distrutto la corona di Kronika, l'oggetto necessario per riavviare la linea temporale. La sua sconfitta riporta in vita anche Shang Tsung, il quale manipola gli eventi in modo da entrare in possesso della corona. Alla fine, Liu Kang o Shang Tsung diventa il Custode del Tempo, a seconda della scelta del giocatore (con chi vuole combattere nella battaglia finale) e dell'esito della battaglia.

### Terza linea temporale
In Mortal Kombat 1, il secondo soft-reboot della serie, vede Liu Kang, divenuto dio del fuoco creare la sua Nuova Era e cercare di mantenere la pace tra tutti i regni. Tuttavia, i suoi piani iniziano a cedere quando Shang Tsung e Quan Chi, nonostante i suoi tentativi di depotenziarli e renderli incapaci di causare problemi, si alleano con il Generale Shao per conquistare la Terra e il Regno Esterno, qui sotto il regno della mite Sindel. Indagando sulla questione, Liu Kang scopre che il responsabile è una diversa versione di Shang Tsung: lo scontro contro Kronika ha portato alla creazione di un multiverso in cui ogni personaggio dell'universo di Mortal Kombat ha sconfitto Kronika e ha ottenuto il controllo della Clessidra. Nel tentativo di impedire allo stregone di prendere il controllo di tutte le linee temporali, Liu Kang guida un esercito di varianti buone in un assalto alla dimensione di Shang Tsung titano, dove, dopo un'intensa battaglia con tutte le loro controparti malvagie, Liu Kang e un campione deciso dal giocatore lo sconfiggono e cancellano la sua linea temporale dall'esistenza. Nell'espansione Khaos Reigns, invece, l'antagonista è Havik, personaggio minore già presente in Deception, un sacerdote del Caos che, venuto dalla dimensione in cui ha sconfitto Kronika cerca di portare anarchia negli altri universi.

## Elenco completo dei personaggi
Nella saga videoludica di Mortal Kombat sono comparsi in tutto 80 personaggi originali, più 7 versioni alternative, per un totale di 87 personaggi. Ecco l'elenco completo in ordine alfabetico di tutti i personaggi di Mortal Kombat comparsi fino a Mortal Kombat 11:
1. Ashrah
2. Baraka
3. Blaze
4. Bo' Rai Cho
5. Cassie Cage
6. Cetrion
7. Chameleon
8. Cyrax (Cyborg)
Cyrax (Uomo)
Cyrax (Donna)
9. Daegon
10. Dairou
11. Darrius
12. Drahmin
13. D'Vorah
14. Ermac
15. Erron Black
16. Ferra & Torr
17. Floyd
18. Frost
Frost (Cyborg)
19. Fujin
20. Geras
21. Goro
22. Havik
23. Hotaru
24. Hsu Hao
25. Jacqui Briggs
26. Jade
27. Jarek
28. Jax Briggs
29. Johnny Cage
30. Kabal
31. Kai
32. Kano
33. Kenshi Takahashi
34. Khameleon
35. Kintaro
36. Kira
37. Kitana
38. Kobra
39. Kollector
40. Kronika
41. Kotal Kahn
42. Kung Jin
43. Kung Lao
44. Li Mei
45. Liu Kang 
Liu Kang (Zombie) 
Liu Kang (Dio del Fuoco)
46. Mavado
47. Meat
48. Mileena
49. Mokap
50. Moloch
51. Monster
52. Motaro (Centauro)
Motaro (Minotauro)
53. Nightwolf
54. Nitara
55. Noob Saibot
56. Onaga
57. Quan Chi
58. Raiden
Raiden (Corrotto)
59. Rain
60. Reiko
61. Reptile (Umano)
Syzoth (Rettile)
62. Sareena
63. Scorpion
64. Sektor (Cyborg)
Sektor (Uomo)
Sektor (Donna)
65. Shang Tsung
66. Shao Kahn
67. Sheeva
68. Shinnok
Shinnok (Corrotto)
69. Shujinko
70. Sindel
71. Skarlet
72. Smoke (Cyborg)
Smoke (Umano)
73. Sonya Blade
74. Stryker
75. Sub-Zero (Umano)
Sub-Zero (Cyborg)
76. Takeda Takahashi
77. Tanya
78. Taven
79. Tremor
80. Xenomorfo

L'elenco non tiene conto di tutti i lottatori divenuti revenant

### Attori famosi
Segue l'elenco di attori reali, vip che con le proprie fattezze, appaiono nella serie: 
| Attore                | Personaggio             | Gioco |
| --------------------- | ----------------------- | ----- |
| Carl Weathers         | Magg. Dillon/Jax Briggs | MK X  |
| Cary-Hiroyuki Tagawa  | Shang Tsung             | MK11  |
| Christopher Lambert   | Lord Raiden             | MK11  |
| Peter Weller          | RoboCop                 | MK11  |
| Sylvester Stallone    | John Rambo              | MK11  |
| Arnold Schwarzenegger | T-800                   | MK11  |
| Arnold Schwarzenegger | Conan il Barbaro        | MK1   |
| Antony Starr          | Patriota                | MK1   |
| Jean-Claude Van Damme | Johnny Cage             | MK1   |
| John Cena             | Peacemaker              | MK1   |
| Megan Fox             | Nitara                  | MK1   |
| Robert Patrick        | T-1000                  | MK1   |

## Fatality
Uno degli elementi che più ha costituito la fama di Mortal Kombat sono le Fatalities. Dopo che un personaggio ha vinto (tradizionalmente) due round, una voce cavernosa urla Finish him! ("finiscilo", o Finish her! qualora l'avversario sia femminile) e tale scritta, eseguita con il sangue, compare sullo schermo. A quel punto il giocatore ha a disposizione pochi secondi per realizzare una mossa chiamata Fatality, con cui spettacolarizzare la morte del suo avversario e guadagnare un ulteriore bonus. Se la combinazione è eseguita correttamente, sia come sequenza di tasti, sia come distanza spaziale, lo sfondo si oscura e il personaggio compie la Fatality.
In alcuni seguiti le Fatality sono state affiancate da altri tipi di mosse:
- Animality (acronimo di Animal-Fatality, presente in Mortal Kombat 3 e ripresa in Mortal Kombat 1): permettono di trasformarsi in un animale e uccidere o mangiare l'avversario.
- Brutality (presente in Mortal Kombat 3 e ripresa a partire da Mortal Kombat X): consentono di uccidere in modo Brutale, ridurre a pezzi l'avversario con una lunga sequenza detta combo di calci, pugni o mosse speciali.
- Faction Kill (presente in Mortal Kombat X): i personaggi chiedono il supporto della fazione di appartenenza per finire l'avversario.
- Hara-kiri (presente in Mortal Kombat: Deception): consentono all'avversario sconfitto di suicidarsi invece di farsi uccidere dal giocatore.
- Heroic Brutality (presente solo in Mortal Kombat vs DC Universe): i Supereroi sono buoni, e pertanto, invece di uccidere l'avversario lo mettono semplicemente fuori gioco.
- Multality (Multy-Fatality, presente solo in Mortal Kombat Shaolin Monks): nella modalità avventura Liu Kang e Kung Lao uccidono tutti gli avversari intorno a loro.
- Quitality (acronimo di Quit-Fatality, fatality per abbandono, presente da Mortal Kombat X in poi): vincolata al gioco versus online, se un avversario abbandona la partita, si esegue in automatico.
- Stage Fatality: sin dal primo episodio, da cui prende anche il nome Pit-Fatality, si esegue solo in alcuni ambienti come burroni, vasche piene di acido o spazi con spuntoni, e consiste nell'eseguire una Fatality che interagisce con l'ambiente.

Alcuni videogiochi presentano anche azioni finali non violente, nate per Mortal Kombat II come presa in giro dell'ondata di moralismo che gli alti livelli di violenza del precedente capitolo aveva causato, che il giocatore può scegliere in alternativa:
- Babality (da Baby, ridurre a un bambino): il vincitore trasforma l'altro combattente in un bambino vestito a tema.
- Friendship (Amicizia): rappresenta un finale allegro, dove i personaggi risparmiano l'avversario rendendosi il più delle volte simpatici o ridicoli.
- Mercy (Misericordia): il vincitore concede un po' di salute all'avversario e il round riprende fino alla sconfitta di uno dei due. In Mortal Kombat 3 e aggiornamenti rappresenta un requisito per un'Animality.

## Reami
I Reami, o Regni, sono mondi immaginari dove si svolgono le varie storie tra gli eroi e i cattivi della saga di MK. In questi regni si trovano dei portali di passaggi che finiscono per influire sul desiderio di conquista del malvagio di turno.
| Reami                                        | Reami                                        | Allineamento | Principali personaggi, razze | Prima apparizione |
| -------------------------------------------- | -------------------------------------------- | ------------ | --- | ----------------- |
| Dimensione degli Antichi Dei                 | Dimensione degli Antichi Dei                 | Divino       | Antichi Dei, Argus, Raiden, Fujin, Shinnok, Cetrion e Dei elementali | MK                |
| Edenia Giardino dell'Eden                    | Edenia Giardino dell'Eden                    | Pacifico     | Jerrod, Sindel, Kitana, Rain, Jade, Tanya, Taven (semi-dio), Daegon (semi-dio), edeniani                                                                                                   | MK 2              |
| Orderrealm Reame dell'Ordine Regno del Seido | Orderrealm Reame dell'Ordine Regno del Seido | Ordine       | Dairou, Darrius, Hotaru, govern. Tallen, seidani | MK: Deception     |
| Earthrealm – Terra                           | Earthrealm – Terra                           | Vario        | Shang Tsung, Sub Zero, Liu Kang, Kung Lao, Jax, Jacqui, Sonya Blade, Johnny Cage, Nightwolf, Shujinko, Kenshi, Kano, Kabal, Kira, Frost, Tremor, criomanti, cyborg, monaci shaolin, ninja, | MK                |
| Outworld Mondo Esterno                       | Outworld Mondo Esterno                       | Malvagio     | Shao Kan, Mileena, Li Mei, Reiko, Tarkata (Baraka), centauri, Shokan (Goro, Kintaro, Sheeva), Meat                                                                                         | MK                |
| Reami assimilati dal Outworld                | Arnyek                                       | Malvagio     | D'Vorah, Al'Sheva, kytinn, insettoidi | MK: X             |
| Reami assimilati dal Outworld                | Osh-tekk                                     | Malvagio     | Kotal K'etz, Kotal Kahn/Buluc Chabtan, soldati d'élite, guerrieri tribali, vandali | MK: X             |
| Reami assimilati dal Outworld                | Vaeternus                                    | Malvagio     | Nitara, Kahil Grigesh, moroi, vampiri | MK: D.A.          |
| Reami assimilati dal Outworld                | Zaterra                                      | Malvagio     | Reptile, Chameleon, Khameleon, rettiliani, sauriani | MK                |
| Chaosrealm Reame del Caos                    | Chaosrealm Reame del Caos                    | Follia       | Havik, clan del Drago Nero, umanoidi impazziti | MK: Deception     |
| Netherrealm Hell Reame dell'Occulto          | Netherrealm Hell Reame dell'Occulto          | Inferno      | Lucifer, Quan Chi, Ashrah, Sareena, Kia, Jataaka, demoni, revenant, oni, cerberi (Scorpion, Smoke, zombie Liu Kang della Terra)                                                            | MK                |

### Linea temporale
Sull'EarthRealm (Regno della Terra):
1. Mortal Kombat (1992)
2. Mortal Kombat 11
3. Mortal Kombat 2
4. Mortal Kombat (2011)
5. Mortal Kombat 3
6. Mortal Kombat 4
7. Mortal Kombat Armageddon
8. Mortal Kombat: Alleanza Mortale
9. Mortal Kombat: Deception
10. Mortal Kombat Vs DC Universe
11. Mortal Kombat X

## Altri media

### Cinema
- Mortal Kombat è un film del 1995, diretto da Paul W. S. Anderson, sceneggiatura di Kevin Droney, con Christopher Lambert nel ruolo di Raiden, Cary-Hiroyuki Tagawa interpreta Shang Tsung. Primo adattamento cinematografico con un buon riscontro al botteghino internazionale.
- Mortal Kombat - Distruzione totale è un film del 1997, diretto da John R. Leonetti. Il film segue la storia del primo film, cambiando parte del cast originale, vengono introdotte le Animality e legami familiari non esistenti nella saga del videogioco.[7]

Dopo il flop ricevuto dal secondo episodio i tentativi di mettere in studio un terzo film sono falliti più volte. Dopo l'ennesima prova di sviluppo si è parlato di una possibile uscita nel 2010, con Christopher Morrison alla regia e in cerca di fondi per avviarne la produzione. Il tutto è stato nuovamente bloccato all'inizio di una causa legale per i diritti cinematografici della serie tra Midway Games (produttore del videogioco) e Treshold Entertainment (studio cinematografico produttore dei due film), poi ritirata dopo l'acquisto della Midway da parte della Warner Bros. e il conseguente passaggio di proprietà. Le riprese sarebbero dovute iniziare a settembre 2009.
- Mortal Kombat è un film del 2021, diretto da Simon McQuoid, la sceneggiatura è di Greg Russo, prodotto dalla Atomic Monster Production. Il film introduce un personaggio originale di nome Cole Young.[12]
- Mortal Kombat II è un film del 2025, diretto da Simon McQuoid, sceneggiatura di Jeremy Slater, Karl Urban interpreta Johnny Cage. Le riprese si svolgono in Australia da giugno a settembre 2023.[13]

### Televisione
- Mortal Kombat: Defenders of the Realm (1996) serie animata
- Mortal Kombat: Conquest (1998-1999) serie tv live action
- Mortal Kombat: Legacy (2011-2013) serie tv live action

#### Mortal Kombat Legends
È una serie di film d'animazione dalla durata di circa 80 minuti in collaborazione con ED Boon e diretti da Ethan Spaulding, con Jeremy Adams alla sceneggiatura, prodotti da Warner Bros. Animation:
- Scorpion's Revenge è un film d'animazione diretto da Ethan Spaulding, vede il coinvolgimento di Ed Boon nelle scelte creative. Tra i protagonisti Hanzo Hasashi, Quan Chi ecc.[14] Il film a causa della pandemia COVID-19 non è uscito nei cinema, ma in streaming o download dal 16 aprile 2020[15] e successivamente anche per l'Home video.Sarà doppiato in Italiano su Prime Video.
- Battle of the Realms (2021), film d'animazione sequel di Scorpion's Revenge, diretto da Ethan Spaulding.[16]
- Snow Blind (2022), film d'animazione, con protagonisti Kuai Liang e lo spadaccino cieco Kenshi Takahashi, diretto da Rick Morales.[17]
- Cage Match (2023) film d'animazione, con protagonista Johnny Cage e la sua Hollywood degli anni '80.[18]

### Fumetti
Nell'arco degli anni sono state pubblicate a fumetti diverse opere legate a specifici personaggi o a un particolare titolo.
| Titolo fumetto                          | Anno | Pubblicato da |
| --------------------------------------- | ---- | ------------- |
| Mortal Kombat                           | 1992 | Midway        |
| Mortal Kombat II Collector's Edition    | 1993 | Malibu Comics |
| Mortal Kombat: Tournament Edition 1 & 2 | 1994 | Malibu Comics |
| Mortal Kombat Blood & Thunder           | 1994 | Malibu Comics |
| Mortal Kombat: GORO, Prince of Pain     | 1994 | Malibu Comics |
| Mortal Kombat: U.S. Special Forces      | 1995 | Malibu Comics |
| Mortal Kombat: Rayden & Kano            | 1995 | Malibu Comics |
| Mortal Kombat: Baraka                   | 1995 | Malibu Comics |
| Mortal Kombat: Kung Lao                 | 1995 | Malibu Comics |
| Mortal Kombat: Kitana And Mileena       | 1995 | Malibu Comics |
| Mortal Kombat: Battlewave               | 1996 | Malibu Comics |
| Mortal Kombat 4 Limited Edition         | 1998 | Midway        |
| MK Vs. DC Universe - Beginnings         | 2008 | DC Comics     |
| Mortal Kombat X Vol. 1: Blood Ties      | 2015 | DC Comics     |
| Mortal Kombat X Vol. 2: Blood Gods      | 2015 | DC Comics     |
| Mortal Kombat X Vol. 3: Blood Island    | 2016 | DC Comics     |
| Mortal Kombat: Onslaught                | 2023 | DC Comics     |

### Webserie
Nel mese di giugno del 2010 è comparso su YouTube un cortometraggio realizzato da un regista statunitense di nome Kevin Tancharoen dal titolo Mortal Kombat: Rebirth. Il regista aveva in mente delle nuove idee, completamente innovative rispetto ai tentativi precedenti, per realizzare un nuovo film dedicato a Mortal Kombat e così per testare il potenziale gradimento dei fan realizzò questo corto sperimentale in cui compaiono alcuni dei personaggi della celebre saga calati in un crudo realismo, pur mantenendone inalterate le caratteristiche principali.
Il cortometraggio ebbe un buon successo di critica tra gli utenti del web, così Tancharoen chiese alla Warner Bros. la possibilità di realizzare un nuovo film di Mortal Kombat per le sale cinematografiche ma I dirigenti della WB decisero di finanziare una webserie e nel 2011 sul canale YouTube di machinima fa il suo debutto Mortal Kombat: Legacy, webserie di nove episodi diretti da Kevin Tancharoen. Ogni episodio è incentrato sulla storia e sulle relazioni che intercorrono tra di loro di uno o più personaggi e gli attori che avevano interpretato Sonya Blade e Jax in Mortal Kombat Rebirth hanno conservato il loro ruolo. Anche in questo caso l'universo di Mortal Kombat viene ben rappresentato con realismo anche se a differenza di Mortal Kombat Rebirth vengono re-inseriti gli elementi magia e misticismo, in particolare nei due episodi dedicati a Kitana e Mileena.
Nell'episodio dedicato a Raiden (uno dei più cliccati in assoluto) vi è una scritta introduttiva in cui il regista spiega che questo episodio è il più significativo esempio di come egli intende calibrare realismo e misticismo nella sua visione di Mortal Kombat. Come per Rebirth anche Mortal Kombat Legacy è stato acclamato dal pubblico e questo ha convinto i produttori della WB a riprendere in considerazione l'idea di un nuovo progetto cinematografico riguardante il marchio di Mortal Kombat e di affidare a Kevin Tancharoen la regia del tutto.

## MK Kollective
Mortal Kombat Kollective è un HUB digitale ufficiale sotto proprietà Warner Bros. che aggrega fan e artisti di vario genere, come disegnatori, cosplayer, musicisti, scultori ecc., che realizzano opere in omaggio alla serie; i migliori vengono eletti Ambassadors (ambasciatori).
In occasione dell'uscita di MK 11 sono stati invitati a realizzare un'opera originale a tema.

## Accoglienza
Al 2012 la serie ha venduto 27 milioni di copie in tutto il mondo.
Al 26 luglio 2021 la serie ha venduto 73 milioni di copie a livello globale.